# György Muller
György Muller   (4t districte de Budapest, 6 de maig de 1938 - 7 de febrer de 2003) fou un nedador i waterpolista hongarès, especialista en estil lliure, que va competir durant les dècades de 1950 i 1960.
En el seu palmarès destaca una medalla de bronze al Campionat d'Europa de natació de 1958, així com haver format part de l'equip hongarès que millorà el rècord d'Europa dels 4×100 metres lliures.
El 1960 va prendre part en els Jocs Olímpics d'Estiu de Roma, on quedà eliminat en semifinals en la prova dels 4×200 metres lliures del programa de natació.